# Noyelles-sur-Sambre
Noyelles-sur-Sambre este o comună în departamentul Nord, Franța. În 1 ianuarie 2022 avea o populație de 282 de locuitori.

## Personalități născute aici
- Marcel Gromaire (1892 - 1971), pictor.